# Château de Soyans
Les ruines du château de Soyans sont situées sur la commune de Soyans dans le département de la Drôme.
Le château, la chapelle Saint-Marcel ainsi que les parcelles du promontoire rocheux sur lesquelles ils sont situés font l’objet d’une inscription au titre des monuments historiques par arrêté du 12 décembre 2013.

## Situation
Le château est situé sur une falaise dominant de part et d'autre le village et le Roubion.